# Masters de Macao de snooker 2018
Les Masters de Macao de snooker 2018 sont un tournoi de snooker comptant pour la saison 2018-2019. L'épreuve s'est tenue du 24 au 25 octobre 2018 au JW Marriott Hotel Macao de Macao. Elle est organisée par la WPBSA et se divise en deux parties : un tournoi en équipes et un tournoi alternatif en individuel. Elle est parrainée par la société D88.
L'évènement compte huit participants et se déroule sous la forme de la variante de snooker à six billes rouges.
Il s'agit de la première édition de l'évènement. Le tournoi en équipes a été remporté par l'équipe B tandis que le tournoi alternatif a été remporté par Barry Hawkins, auteur du meilleur break.

## Équipes
La première partie de ce tournoi a vu s'affronter deux équipes constituées de quatre joueurs. Les matchs se disputent au meilleur des cinq manches. Les manches 1, 3 et 5 se jouent par équipes, c'est-à-dire que les joueurs jouent chacun leur tour. Les manches 2 et 4 sont individuelles.
| Équipe   | Joueur 1      | Joueur 2   | Joueur 3      | Joueur 4     |
| -------- | ------------- | ---------- | ------------- | ------------ |
| Équipe A | Joe Perry     | Zhang Anda | Mark Williams | Marco Fu     |
| Équipe B | Barry Hawkins | Ryan Day   | Zhao Xintong  | Zhou Yuelong |

## Résultats

### Tournoi par équipes
| Joe Perry + Zhang Anda     | 1–3 | Zhao Xintong + Zhou Yuelong  |
| Zhang Anda + Mark Williams | 2–3 | Barry Hawkins + Zhao Xintong |
| Zhang Anda + Marco Fu      | 1–3 | Ryan Day + Zhao Xintong      |
| Joe Perry + Mark Williams  | 3–2 | Barry Hawkins + Zhou Yuelong |
| Joe Perry + Marco Fu       | 0–3 | Ryan Day + Zhou Yuelong      |
| Mark Williams + Marco Fu   | 0–3 | Barry Hawkins + Ryan Day     |

Résultat final
- Équipe A 1-5 Équipe B

### Tournoi individuel desnookerà six billes
Les huit joueurs se sont ensuite affrontés dans un tournoi individuel de snooker à six billes rouges. Le format n'était pas pyramidal comme à l'accoutumée mais il s'agissait d'une mort subite. Les rencontres se sont tenues dans l'ordre du classement mondial des joueurs, où celui qui l'emporte gagne le droit d'affronter le joueur mieux classé suivant.
| Zhao Xintong  | 1–0 | Zhang Anda    |
| Zhou Yuelong  | 1–0 | Zhao Xintong  |
| Joe Perry     | 0-1 | Zhou Yuelong  |
| Marco Fu      | 1–0 | Zhou Yuelong  |
| Ryan Day      | 0-1 | Marco Fu      |
| Barry Hawkins | 1–0 | Marco Fu      |
| Mark Williams | 2-3 | Barry Hawkins |

## Break maximum
Le break maximum est de 75.